# Dunajec

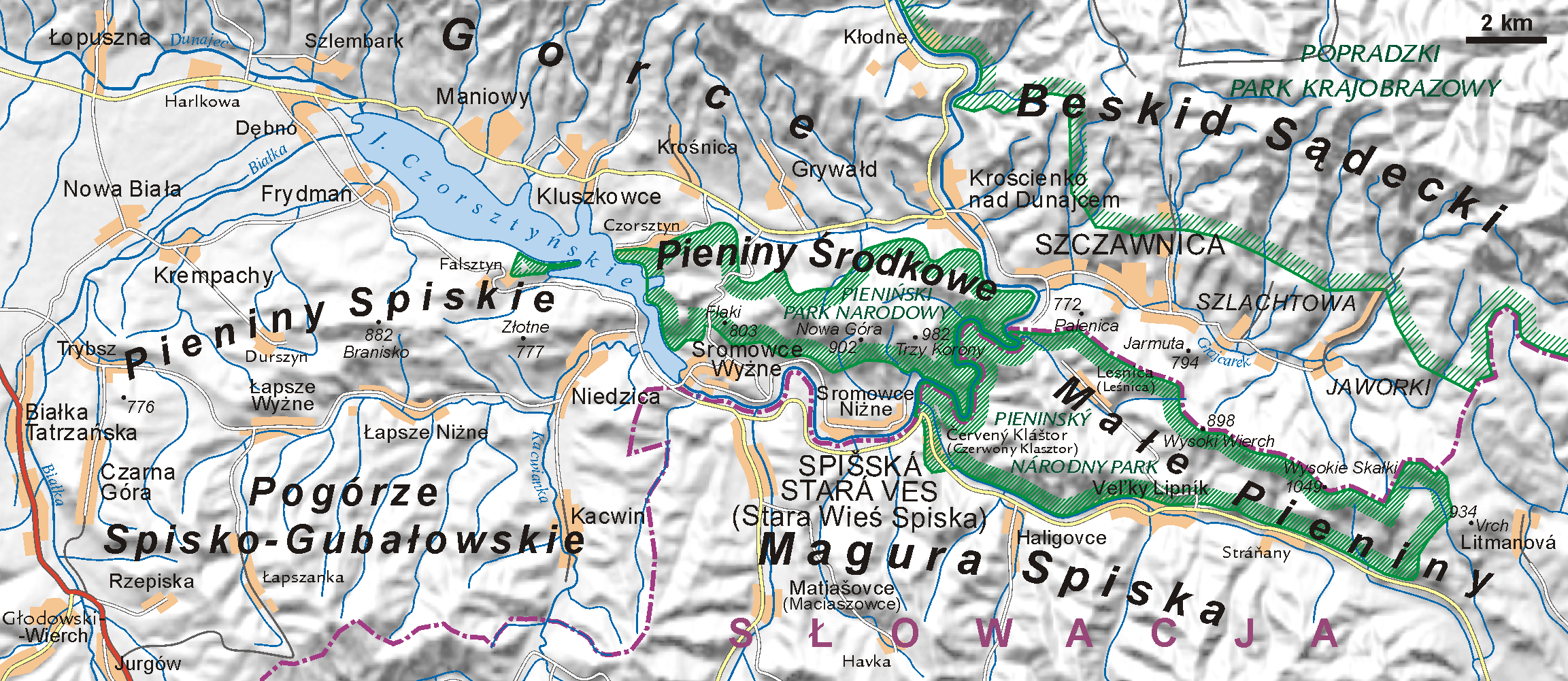
le Dunajec dans les Piénines centrales (slovaque: Centrálne Pieniny) forme sur 27 km la frontière entre la Pologne et la Slovaquie

Le Dunajec (polonais : duˈnajɛt͡s), une rivière du sud de la Pologne et du nord de la Slovaquie, est un affluent de rive droite de la Vistule.

## Géographie
Ce cours d'eau a une longueur de 274 km et son bassin couvre une surface de 6 804 km2 (1 952 en Slovaquie, 4 852 en Pologne).
Il forme sur 27 km une partie de la frontière entre la Pologne et la Slovaquie.
Il conflue avec la Vistule à Opatowiec.

## Affluents
Le Dunajec est formé par la confluence à Nowy Targ du Dunajec blanc (Biały Dunajec) et du Dunajec noir (Czarny Dunajec).
Il reçoit sur sa rive droite la Białka (confluence à l'entrée du lac de Czorsztyn), puis le Poprad entre les villes de Stary Sącz et Nowy Sącz).

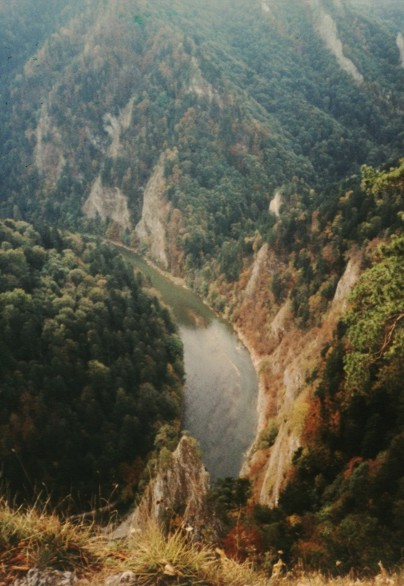
Les gorges du Dunajec dans les Piénines

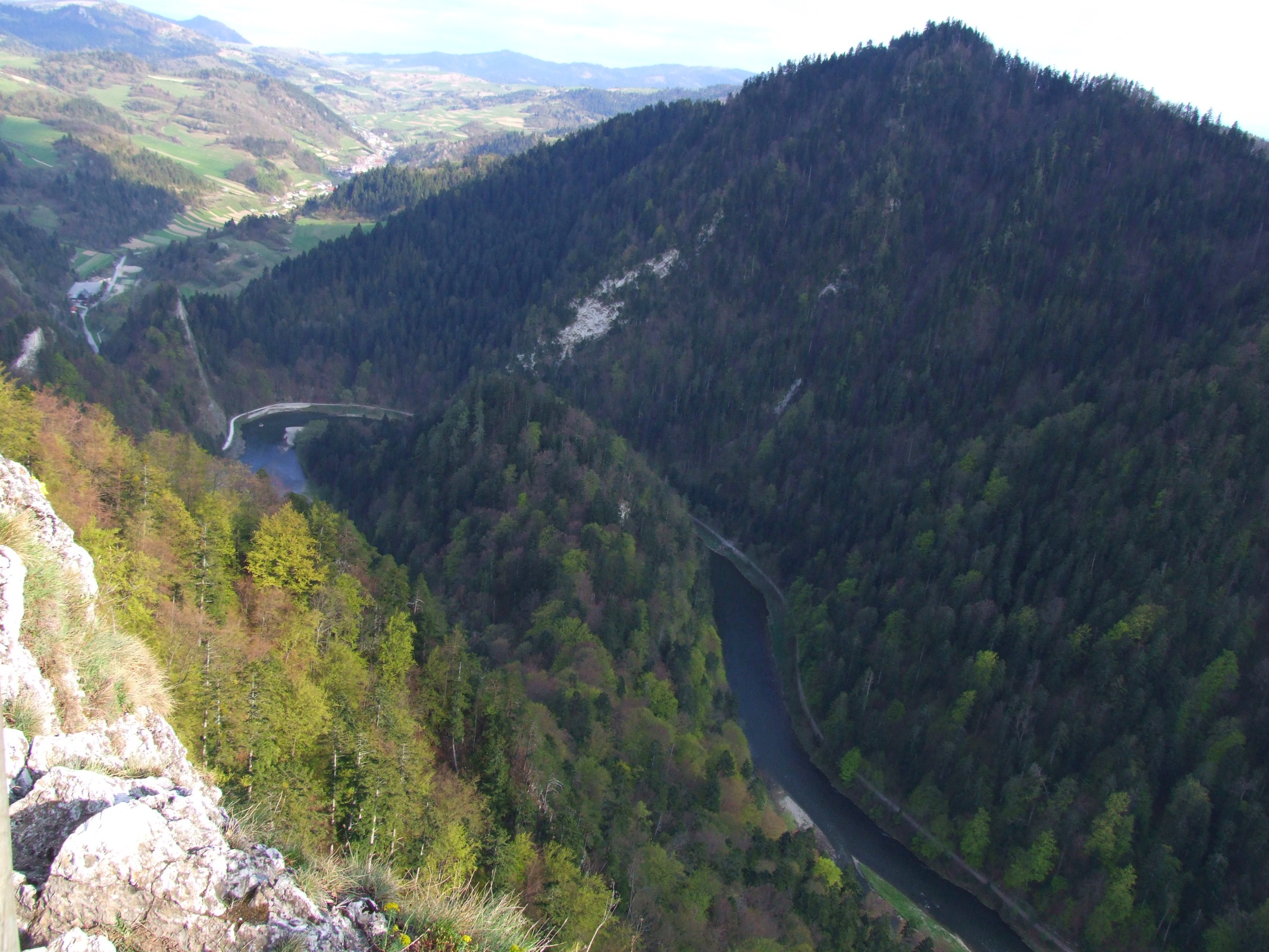
Le Dunajec dans les Piénines

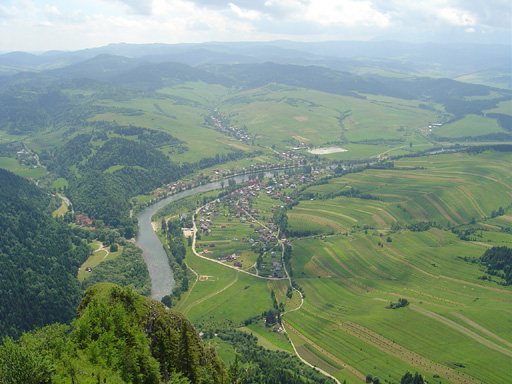
Le Dunajec vue des Trois Couronnes

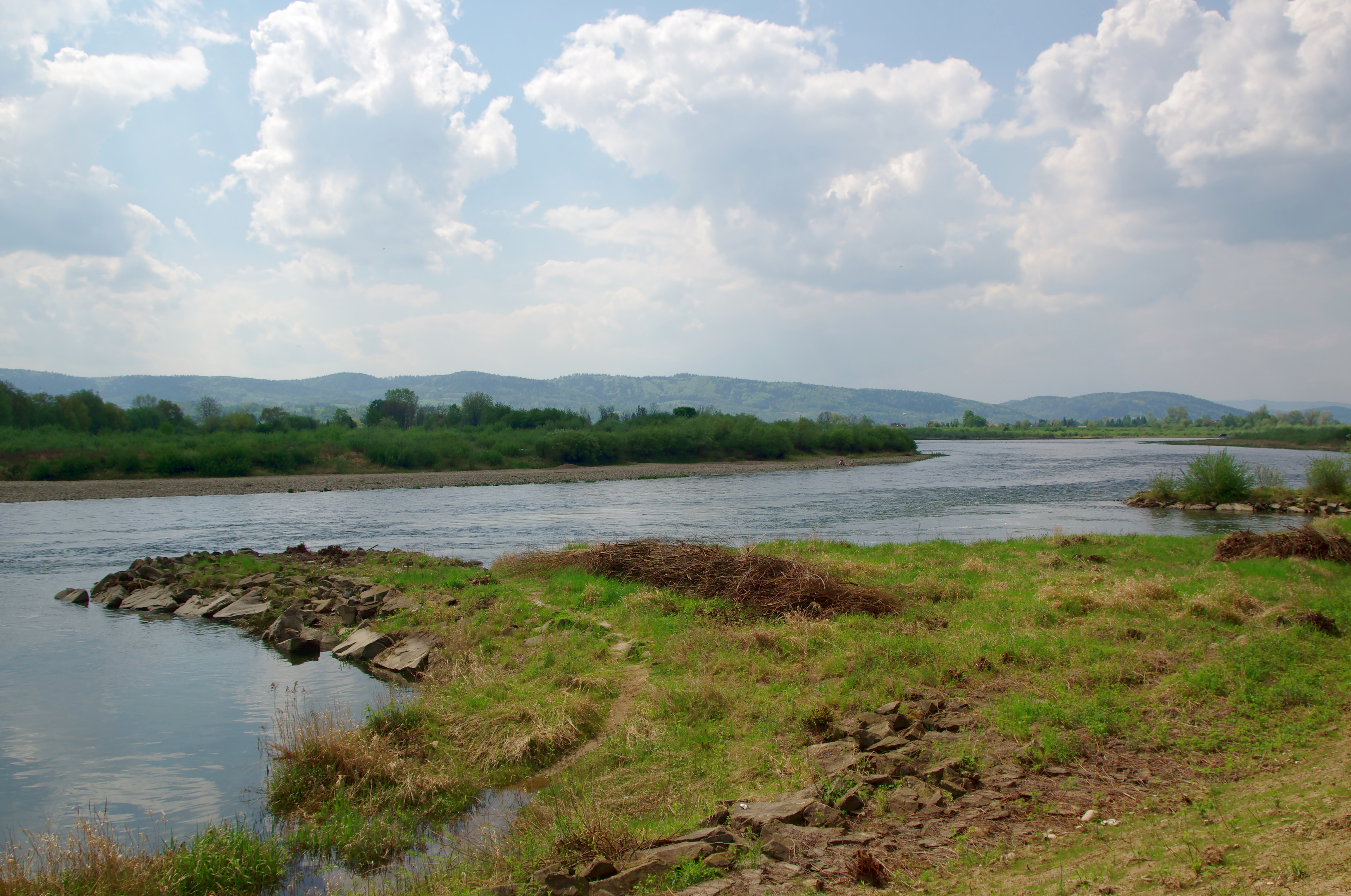
Le Dunajec près de Melsztyn

## Villes traversées
De l’amont vers l’aval, les villes suivantes sont arrosées :
- Dunajec blanc Biały Dunajec (affluent)
  - Zakopane
  - Poronin
  - Szaflary
  - Nowy Targ

- Dunajec noir Czarny Dunajec (affluent)
  - Kościelisko
  - Nowy Targ

- Dunajec
  - Spišská Stará Ves
  - Majere
  - Lechnica
  - Červený Kláštor
  - Lesnica
  - Nowy Targ
  - Maniowy
  - Czorsztyn
  - Szczawnica
  - Krościenko nad Dunajcem
  - Łącko
  - Stary Sącz
  - Nowy Sącz
  - Gródek nad Dunajcem
  - Czchów
  - Zakliczyn
  - Melsztyn
  - Wojnicz
  - Tarnów
  - Żabno

## Historique
Au bas Moyen Âge, un système d'au moins 13 Châteaux forts du Dunajec fut construit sur les monts le long du Dunajec pour défendre la route commerciale entre la Pologne et la Hongrie qui descendait vers le Danube et plus loin rejoignait l'Empire byzantin. Voir : Les châteaux forts du Dunajec.

### Bassin de Sandomierz

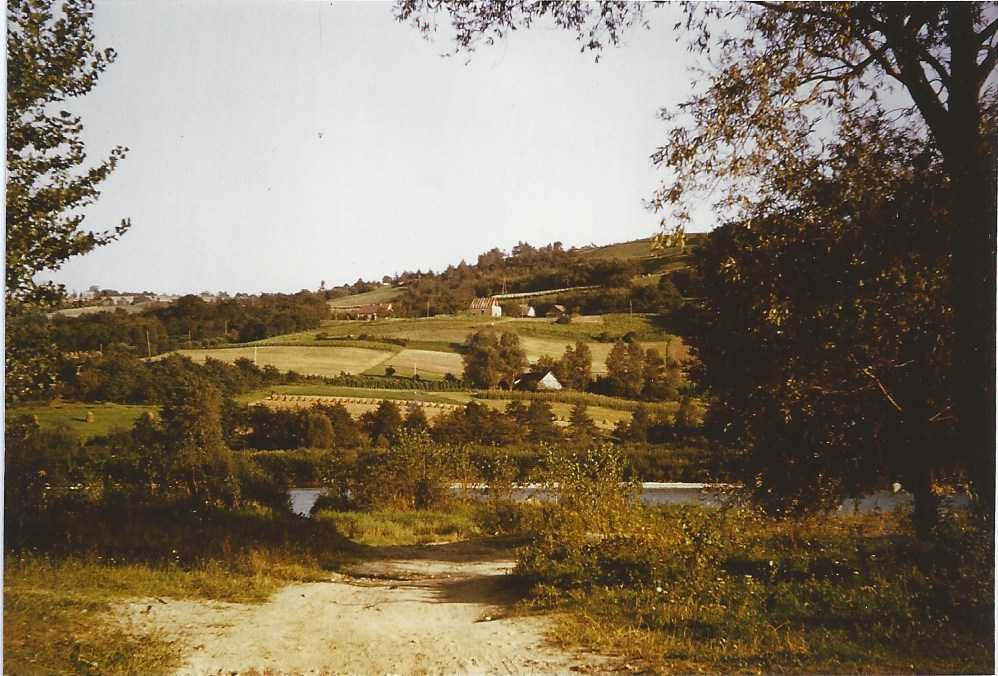
Le Dunajec à Isep

Quand il franchit le bassin de Sandomierz, donc la plaine, le fleuve fait beaucoup de méandres. Au XIIe siècle, les inondations étaient telles qu'à un moment il a changé son cours près de la ville de Wojnicz, s'écartant vers l'est de plus d'un kilomètre de la cité et laissant un promontoire, peuplé depuis par le village nommé Isep dans la commune de Wojnicz.

### Croisière sur le Dunajec
Une croisière de plusieurs heures sur des radeaux, constitués d'un assemblage de troncs, est une des attractions touristiques les plus populaires de Pologne. Elle part de Sromowce Niżne pour s'achever à Szczawnica, à 15 kilomètres.
Le passage au pied du massif des Trois Couronnes (982 m d'altitude) est particulièrement impressionnant.